# Клауд-реп
Клауд-реп — піджанр південного репу та треп-музики, який має кілька звукових особливостей лоу-фаю в його туманному, мрійливому та невимушеному звучанні. Багато музичних експертів зараховують репера Lil B та продюсера Clams Casino до піонерів цього стилю. Термін «клауд-реп» (хмарний реп) пов'язаний з його народженням в інтернеті та його ефемерним стилем. A$AP Rocky та Playboi Carti — два популярні виконавці, які включали елементи клауд-репу у свою музику, особливо у свої ранні роботи.

## Походження
У кінці 2000-х клауд-реп спочатку з'явився в Атланті, Г'юстоні та Мемфісі. Елементи клауд-репу, такі як туманний і розслаблений звук, можна почути вже у 2006 році у другом альбомі Viper Ready… and Willing. Деякі приписують цей термін реперу Lil B. У статті 2009 року музичний журналіст Ноз, зазначаючи Lil B автором терміна «клауд-реп», писав, що Lil B показав йому зображення замку в хмарах за допомогою CGI і сказав, що «це та музика, яку я хочу творити». Продюсер Clams Casino також вважається першопрохідцем клауд-репу завдяки співпраці з Lil B ще з 2010 року.
Цей термін також використовувався у збірці пісень блогу Space Age Hustle 3 Years Ahead: The Cloud Rap Tape. Збірка складається з пісень, які потрапляють у жанр клауд-репу. Жанр привернув до себе популярність у 2011 році дебютним мікстейпом репера A$AP Rocky Live. Love. A$AP.
Термін «клауд-реп» широко вживається стосовно «туманного» репу з елементами лоу-фаю.

## Особливості
Клауд-реп ритмічно схожий на лоу-фай та чилвейв, але відрізняється деформованими, психоделічним відрізками та включенням репу. Жанр черпає натхнення з «різноманітності впливів та легкої доступності», які хмарні обчислення тягнуть за собою. Такі впливи включають хіп-хоп, D&B, ґрайм та трип-хоп, R&B, EDM, інді, рок та поп-музику.
Приставка «клауд» вказує на окремі особливості жанру, такі як його «туманна», ефемерна естетика (з точки зору як слухового, так і візуального вираження) та її двозначність як жанру без чітко визначених кордонів. Тексти клауд-реп-пісень іноді торкаються теми кохання та зради, а також більш типових тем популярної музики, таких як секс, наркотики та відчуження. Часто вокалісти використовують безглузді фрази та байти з Twitter, наприклад, вигуки на кшталт «свеґ» (swag) [Архівовано 4 Жовтня 2021 у Wayback Machine.] та посилання на «базу» (based) [Архівовано 26 Вересня 2021 у Wayback Machine.], що підкреслює почуття самоусвідомленого абсурду як спробу пародії, одночасно охоплюючи його походження з інтернет-культури.
Клауд-реп походить від різноманітних реп-течій та місцевостей: зі Східного, Західного узбережжя та Півдня США. Зокрема, у клауд-репі часто використовуються зациклені семпли від жінок-вокалісток, а також від тих, чий голос має ефемерне звучання. Часто клауд-реп випускається незалежно від звукозаписуючих компаній, а виконавці клауд-репу покладаються на інтернет-сервіси (такі як SoundCloud, YouTube та Twitter) для розповсюдження та просування своєї музики. 

## Виконавці та продюсери
Clams Casino спродюсував три пісні на мікстейпі Lil B 2009 року 6 Kiss. У 2011 році Clams Casino допоміг A$AP Rocky у створенні Live. Love. A$AP, одного з найбільш прослуховуваних мікстейпів у жанрі клауд-реп. Мікстейп складається з поширених для клауд-репу елементів та тем, таких як вживання наркотиків, секс та саморефлексія.
Як і Clams Casino, Імоджен Гіп увійшла в цей жанр у 2009 році, Clams Casino зробив з її музики семпл для пісні Lil B «I'm God». З тих пір Lil B неодноразово використовував у своїх трека семпли пісень Імоджен. Гіп додатково закріпила себе в жанрі клауд-репу у 2011 році, будучи присутньою на альбомі Live. Love. A$AP.
Шведський виконавець Yung Lean став відомим виконавцем клауд-репу в 2013 році, коли відео на його сингл «Ginseng Strip 2002» стало вірусним. Зростання популярності Yung Lean зробило більш сучасну версію клауд-репу зоною «вільною для всіх», змістивши основний акцент на меланхолічний, мрійливий стиль репу, трохи відхилившись від традиційного звучання клауд-репу.
Серед інших видатних виконавців: Post Malone, пізні XXXTentacion і Lil Peep, $uicideboy$ та Bones. Хоча музика цих виконавців потрапляє у безліч інших жанрів, таких як треп, лоу-фай та хіп-хоп, усі вони випустили пісні з елементами клауд-репу, такими як уповільнений речитатив, ефемерна музика та тексти пісень про наркотики та секс.